# 傑可·帕斯透瑞斯
傑可·帕斯透瑞斯（英語：Jaco Pastorius，1951年12月1日—1987年9月21日），全名約翰·法蘭西斯·安東尼·帕斯透瑞斯三世，美國爵士樂手、作曲家，公認演奏技巧最為精湛的電貝斯演奏家之一。他的演奏風格以高音區的精緻複雜獨奏著稱，透過他獨創的無琴格貝斯，革新地加入泛音效果、創造出如歌唱般的旋律。
帕斯透瑞斯成名後受盛名所累，漸為物質關聯疾病等精神疾病所苦，1982年被診斷為躁鬱症。1987年，他羅德岱堡的一間酒吧與保全發生激烈口角和衝突，以35歲之齡逝世。
他在1988年被《Down Beat》雜誌選入爵士名人堂，是其中寥僅四位貝斯手之一，更是其中唯一的電貝斯演奏家（其他三位皆演奏低音提琴）。帕斯透瑞斯被公認是史上最具革命性、影響力的貝斯手。

## 早期生活
傑可·帕斯透瑞斯，
1951.12.1  約翰·法蘭西斯·安東尼·帕斯透瑞斯三世 出生於賓州莫里斯敦（ Morristown），父母為傑克與史帝芬妮·帕斯透瑞斯（ Jack 與 Stephanie Pastorius）。1959.9， 家族搬遷至佛羅里達州羅德岱堡附近的 Oakland Park。
1963.9  加入當地合奏團 The Sonics，開始打鼓。1964. 秋 足球賽中的意外導致左手腕骨折及神經傷害。1966. 秋 加入 Las Olas Brass 擔任鼓手。
1967. 夏 Las Olas Brass 換鼓手，原貝斯手離團，轉任貝斯手。靠送報的錢買下第一隻 1966 Fender Jazz Bass。在東北高中認識 Tracy Lee。
1968  開始演奏爵士樂，購買低音提琴。在 1971 年因受潮而爆裂後，跟畢生好友 Bob Bobbing 交換來黑色 1962 Jazz Bass。隔年（1969）秋天，組成風琴三重奏 Woodchuck。
1970 - 71 於佛州 Magaret 以 90 美金購得被稱為 ”Bass of Doom” 的日落漸層色 Fender Jazz Bass，之後自行改裝成無琴格。大約同一時期也以 90 美金向薩克斯風手 Ben Champion 購得生涯中主要演奏的有格 1960 Fender Jazz Bass，控制系統自行改裝成 1962 年規格。

## 家庭生活
1970年8月，與高中時認識的 Tracy Lee 結婚。12月長女 Mary 出生。長男 John於1973年10月出生。
1979年，與 Tracy Lee 離婚。六月，與 Ingrid Hornmuller 結婚。婚後，生下一對雙胞胎兄弟，Julius 與 Felix（1982.6.9 ）。
1984.12 結識 Teresa Nagell 並開始交往，後於1987.5分手。
1985年，與 Ingrid Hornmuller 離婚。接著與Tracy Lee 再婚。
2011 第二任妻子Ingrid Pastorius 過世。

## 職業生涯
1970.10 被貝斯手 Carlos Garcia 的演奏震懾，開始從演奏方式到器材的演化。
1971.6 接下遊輪 Ariadni 的駐場樂團演出，半強迫的大量練習爵士標準曲與視譜，也對加勒比海沿岸音樂產生興趣。
1971. 夏 試著把黑色 1962 Jazz Bass 的琴格拔除，配上 Acoustic 360 音箱，Jaco 音色各要素齊備。
1972. 7 加入 “King of Blue-Eyes Soul” Wayne Cochran & the C.C. Riders，非正式地與樂隊編曲 Charlie Brent 學習 Big Band 編曲與樂理。五個月後被開除。
1973.1 與法裔鋼琴手 Alex Darqui 成為樓友。在 Darqui 一張拼錯字的紙條中誤稱原來外號為 Jacko 的 John 為 ”JACO”，成為其終身使用的別稱。
1973. 春 開始在邁阿密大學兼課，日後知名的學生包括 Mark Egan、Frank Gravis 與 Hiram Bullock 等。研究《The Urantia Book》，與吉他手 Joe Diorio 結為好友。
1974. 夏 與藍調樂手 Little Beaver 錄製《Party Down》專輯；與鋼琴手 Paul Bley、吉他手 Pat Metheny 及鼓手 Bruce Ditmas 錄製《JACO》專輯。與 Pat Metheny 及 Bob Moses 在波士頓演出。向製琴師 Larry Breslin 訂製五弦空心貝斯。
1974. 秋 率領邁阿密大學樂隊替 Weather Report 在邁阿密的演出開場，在劇院外堵到團長兼鍵盤手 Joe Zawinul 開始聯繫。
1975 被 Blood, Sweat & Tears 鼓手 Bobby Colomby 發掘，與 Columbia 唱片公司簽約，於紐約錄製首張個人專輯《Jaco Patorius》；演奏錄製 Pat Metheny 首張專輯《Bright Size Life》，並在 Weather Report《Black Market》專輯中演奏兩首樂曲。十月時錄製 Ian Hunter 單曲《All-American Alien Boy》。
1976 《Jaco Patorius》發行，正式加入 Weather Report，演奏、錄製並共同製作《Heavy Weather》專輯，也參加了 Joni Mitchell 的專輯《Hejira》，以及 Al Di Meola 與 Ian Hunter 的專輯錄製。
1977 《Heavy Weather》發行；與 Joni Mitchell 交往。開始酗酒與使用古柯鹼。
1978 發行《Mr. Gone》專輯。與 Ingrid Hornmuller 交往。
1979.2 Weather Report 赴哈瓦那參加 “Havana Jam”，Jaco 與吉他手 John McLaughlin 及鼓手 Tony Williams 另以 “Trio of Doom” 名義進行了災難般的演出。
1979 Joni Mitchell 的 “Shadows and Light” 巡迴演出開始，樂隊成員包括 Pat Metheny、鍵盤手 Lyle Mays、薩克斯風手 Michael Brecker 與鼓手 Don Alias。Weather Report 發行 1978-79 巡迴演出的現場演出專輯《8:30》。
1980 三月收到華納兄弟唱片的125,000美金預付款後，八月於羅德岱堡開始錄製《Word of Mouth》專輯。
1980.6 Weather Report 錄製《Night Passage》專輯。
1981.3 CBS 與華納兄弟發生著作權糾紛，終以 25,000 美金和解作收。
1981 夏 《Word of Mouth》發行。Weather Report 錄製《Weather Report》專輯。
1981.12.1 在羅德岱堡的 Mr. Pips 舉行三十歲生日派對。
1982 離開 Weather Report，組成 Word of Mouth Big Band 開始巡迴演出。
1982 夏 開始在紐約 55 Grand 演出。
1982.9 在日本巡迴演出中發生許多怪異行為，包括打扮成原住民莫希干族的裝扮，以及將一隻 1960 年代早期的 Fender Jazz Bass 丟進廣島城的護城河裡；後者成為當時日本媒體的頭條新聞。 
1982.11.11 Bill Milkowski 進行之後成為 Guitar Player 雜誌 1984 年八月號封面專題的訪問。
1983 華納兄弟唱片發行節選自1982 年日本巡迴時的現場錄音專輯《Invitation》（日本盤名為《Twins I and II》，這個演出陣容包括吉他手 Mike Stern。
1983 夏 在一連串失序的歐洲巡迴後，華納兄弟宣布與 Jaco 解約，拒絕發行應履約的專輯《Holiday for Pans》。
1983.11 飛往舊金山，住在鼓手 Brian Melvin 住處，作品集結為專輯《Night Food》。
1984.6.17 Word of Mouth 在 Playboy Jazz Festival 的演出完全失控，在觀眾噓聲中草草結束。
1984.8 八月號的 Guitar Player 雜誌以 Jaco 為封面，該專題訪問是 Jaco 在世時最重要的訊息來源。
1985.1 以 55 Bar 為中心持續演出，與戒毒成功的 Mike Stern 多有合作。
1985.2 與 Brian Melvin 進行歐洲巡迴。巡迴之後大多在紐約街頭打籃球。接著因積欠房租被趕出 Jones Street 租屋處，在友人住處間流浪。八月左右無處可去成為遊民。
1985.9.19 拍攝 DCI 公司出品教學錄影帶《Modern Electric Bass》，主持人為 Jerry Jemmott，吉他手 John Scofield 與鼓手 Kenwood Dennard 參與演出。
1985.9 至洛杉磯 MI 音樂學院進行講座。在費城因試圖私闖父親的住處遭到逮捕，自願進入費城的康復中心治療。
1985.10 與吉他手 Hiram Bullock 及鼓手 Kenwood Dennard 組成 PDB Trio 在紐約演出。
1986.3 與吉他手 Bireli Lagrene 進行歐洲巡迴，現場專輯《Stuggart Aria》後由德國廠牌 Jazzpoint 發行。

## 晚年
1986.3-7 在街頭與人爭執時擊毀了 Bass of Doom：將幾乎粉碎的殘骸寄給佛羅里達長年合作的技師 Kevin Kaufman。花了 150 工時修復的琴寄回給 Jaco 後，失竊前最後一次錄音用在 Mike Stern 的《Mood Swings》。七月,被弟弟 Gregory 送進紐約 Bellevue 醫院的精神科病房，診斷為罹患躁鬱症，接受藥物治療。住院前不久，Jaco 兩隻最重要的 Fender Jazz Bass 在格林威治村的一張長椅上遭竊。九月，離開 Bellevue 醫院，被 Brian Melvin 接到舊金山。12月，與 Bireli Lagrene 再赴歐洲宣傳。
隔年一月時回到佛羅里達，與吉他手 Randy Bersen 合作並開始復健。但二月開始自毀行為，嚴重酗酒並露宿公園；擅闖他人演出，恣意要求同演。
六月，在得知兩位過去的音樂夥伴（Bob Herzog 與 Alex Sadkin）的死訊後陷入重度憂鬱。
九月，持續失控，不斷因各種行為被捕，包括無照駕駛，酒醉失序及行竊等，拒絕繼續接受藥物治療。
1987.9.11 衝上在羅德岱堡舉行的 Santana 演唱會舞台，被不認識他的工作人員趕走。
1987.9.12 在凌晨時試圖闖入已打烊的酒吧，被酒吧經理 Luc Haven 毆打至不省人事。送往 Broward 郡立醫院急救，但仍陷入重度昏迷。Luc Haven 後因過失殺人罪被判刑 21 個月，但緩刑五年。9月21日，晚上十點宣告不治。四天後舉行葬禮.

## 後人的紀念
1987 11.4/5 於紐約舉行紀念音樂會。
1988 Jaco 進入 Down Beat 雜誌爵士名人堂。
1989 The Estate of John Francis Pastorius III 成立，Tracy 與 Ingrid 都提出分享版權費用的訴訟。
1993 10.7 於紐約舉行紀念音樂會，雙胞胎兄弟 Julius 與 Felix 首次演出。
1995 華納兄弟發行 1981 年三十歲生日派對現場錄音《The Birthday Concert》。
1998 日本 Sound Hills 發行《Holiday for Pans》。
1999 吉他手 Leif Erich 發表搖滾音樂劇《Just Another Dream: The Jaco Story》。
2002 Brian Bromberg 發行全致敬專輯《Jaco》。
2004 獲頒「國際貝斯手獎」與「佛羅里達英雄獎」。聚集眾多貝斯高手的致敬專輯《Word of Mouth Revisited》發行。
2005 Victor Wooten、Steve Bailey 與 Oteil Burbridge 舉行《7 Steps of Jaco》演出。
2007 Bass of Doom 於 12 月出現在曼哈頓的某家小樂器行，店長僅花了 400 美金購買。
2008 屢次訴訟也討不回，Robert Trujillo 出面，以保密金額（一說為 60,000 美金）買下 Bass of Doom，並保證 Pastorius 家族隨時可以相同金額購回。故鄉 Oakland Park 設立了 Jaco Pastorius 紀念公園，包括了入口意象與遊客中心等設施。
2013 櫻井哲夫發行全致敬專輯《It’s a Jaco Time!》
2014 由 Robert Trujillo 製作，Paul Marchand 與 Stephan Kijak 導演的紀錄片《Jaco》在美國上映。台灣於2017年5月19日上映。

## 外部連結
- Jaco Pastorius – official site
- 在Find a Grave上的傑可·帕斯透瑞斯
- Pastorius family site
- Jaco Pastorius 1978 radio interview （页面存档备份，存于）